# Armoed
Armoed (également appelé Volmoed) est un hameau d'Afrique du Sud situé dans la province du Cap-Occidental.

## Géographie
Armoed/Volmeod est situé dans le petit karoo à environ 18 km au sud-ouest d'Oudtshoorn.

## Démographie
Selon le recensement de 2011, le hameau compte 472 habitants (89,83 % de coloureds, 6,57 % de noirs et 3,60 % de blancs). La principale langue maternelle des résidents est l'afrikaans (98,94 %).

## Histoire
En 1770, les boers s'installent dans cette région du petit karoo. Un métis nommé Armoed y construit notamment une ferme. En 1908, le propriétaire de cette ferme obtient du conseil de l'église réformée hollandaise de la ville de Oudtshoorn de faire ériger sur sa propriété une église de 700 place en prélude du développement d'une ville. L'église, un presbytère puis un second y sont notamment construit mais la ville prévue ne reste qu'au stade du hameau.

## Industrie locale
L'élevage et l'industrie liée à l'autruche sont les principales activités économiques de la région.